# Födelsetal

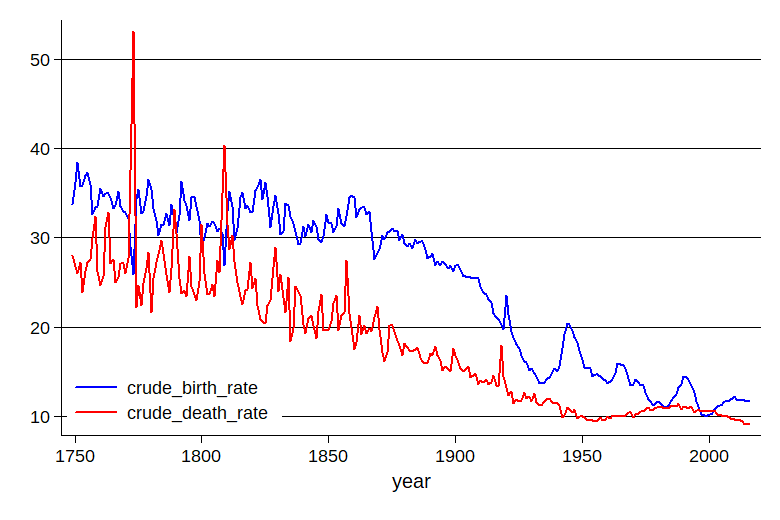
Demografisk förändring i Sverige mellan 1735 och 2016. Röd linje representerar grundläggande dödstakt, blå linje grundläggande födelsetakt.

Födelsetal (engelska: birth rate, fertility rate) eller nativitet är demografiskt tal som beskriver antal levande födslar i ett område, land, eller i global befolkning under en period. Födelsetal används bland annat tillsammans med åldersstruktur, mortalitet (dödstal) och migration för beräkning av framtida befolkningsutveckling, för att analysera faktorer som är associerade med barnafödande, eller för att diskutera och utveckla ett lands policy och politik i befolkningsfrågan.
Begreppet födelsetal är förknippat med teorier om demografisk transition. Där beskrivs länders befolkningsutveckling från historisk höga till låga födelsetal i samband med att dödstal först sjunker genom ökad överlevnad (via förbättrad sanitet, medicinska framsteg, minskad fattigdom). Därefter sjunker födelsetal, men i regel långsammare vilket lett till snabb historisk befolkningstillväxt, som förutsätts avstanna på sikt då födelse- och dödstal balanserar varandra på låg nivå.

## Definition, mått och data
Ett sätt att ange födelsetal för ett år eller kort period är antal födda per 1000 i t.ex. ett land (på engelska Crude Birth Rate). Antalet födslar divideras med populationens storlek och multipliceras med 1000 för att erhålla ett hanterligt tal utan många decimaler. År 2011 varierade till exempel detta tal mellan 8,3 i Japan och 50 i Niger, bland 66 länder. Men måttet tar inte hänsyn till åldersstrukturen i populationen, som kan förändras och variera mellan länder. Det är ofta önskvärt med ett period-mått för födslar per kvinna, justerat för åldersgrupper i populationen. Detta födelsetal kallas av SCB för Summerad fruktsamhet och på engelska Total Fertility Rate, TFR (se även svensk översättning och förklaring, Total Fertilitet). Det används ofta och definieras som det genomsnittliga antalet födslar för kvinnor för viss period (t.ex. 2015-2020) om de överlever reproduktiv ålder (normalt nyttjas 15-44 år) och följer de ålders-specifika födslar som då råder i populationen.
Ett ytterligare mått är kohort-baserat födelsetal, dvs födslar för kvinnor vilka alla föddes under ett och samma år (eller annan tidsperiod). De måste då följas tills reproduktiv ålder är avslutad, till och med 44 års ålder, så att medelvärde och variation kan redovisas.
I texten nedan nyttjas TFR för födelsetal om inget annat specificeras (de flesta redovisningar och analyser i befolkningssammanhang utnyttjar TFR). Utförliga data med många mått på barnafödande och demografi redovisas av FN vartannat år, senast 2024. De flesta forskare nyttjar FN:s data, bland annat för TFR i olika länder. Även Population Reference Bureau redovisar TFR och andra data, vilka kan skilja sig något från FN:s. Population Division hos FN publicerar gratis-filer (bland annat i Excel) med omfattande information. Fem-årsperioder används för att få tillräcklig precision i måtten, men data om födslar är ändå osäkra för många länder (döda vid födseln skall till exempel räknas i TFR). För utvecklingsländer ger Demographic and Health Surveys (DHS) värdefulla data för analyser (grundas på fält-intervjuer med ett representativt urval i befolkningen).  

## Historiska förändringar i födelsetal
Under många tusen år hade människan både höga döds- och födelsetal. Brist på mat, besvärligt väder, sjukdomar, hög spädbarns- och mödradödlighet, och strider mellan grupper tillhörde vardagen. Födelse- och dödstal balanserade varandra, befolkningen ökade mycket långsamt, främst via kolonisation av jordens kontinenter och regioner. Jordbruket, i Sverige från kring cirka 2000 f.Kr, och längre fram den industriella revolutionen, gav en grund för den folkökning som startade i mitten på 1800-talet i flera länder. Framsteg inom hälsa och sanitet förbättrade överlevnaden och ökade livslängden, särskilt via vaccinationer.     

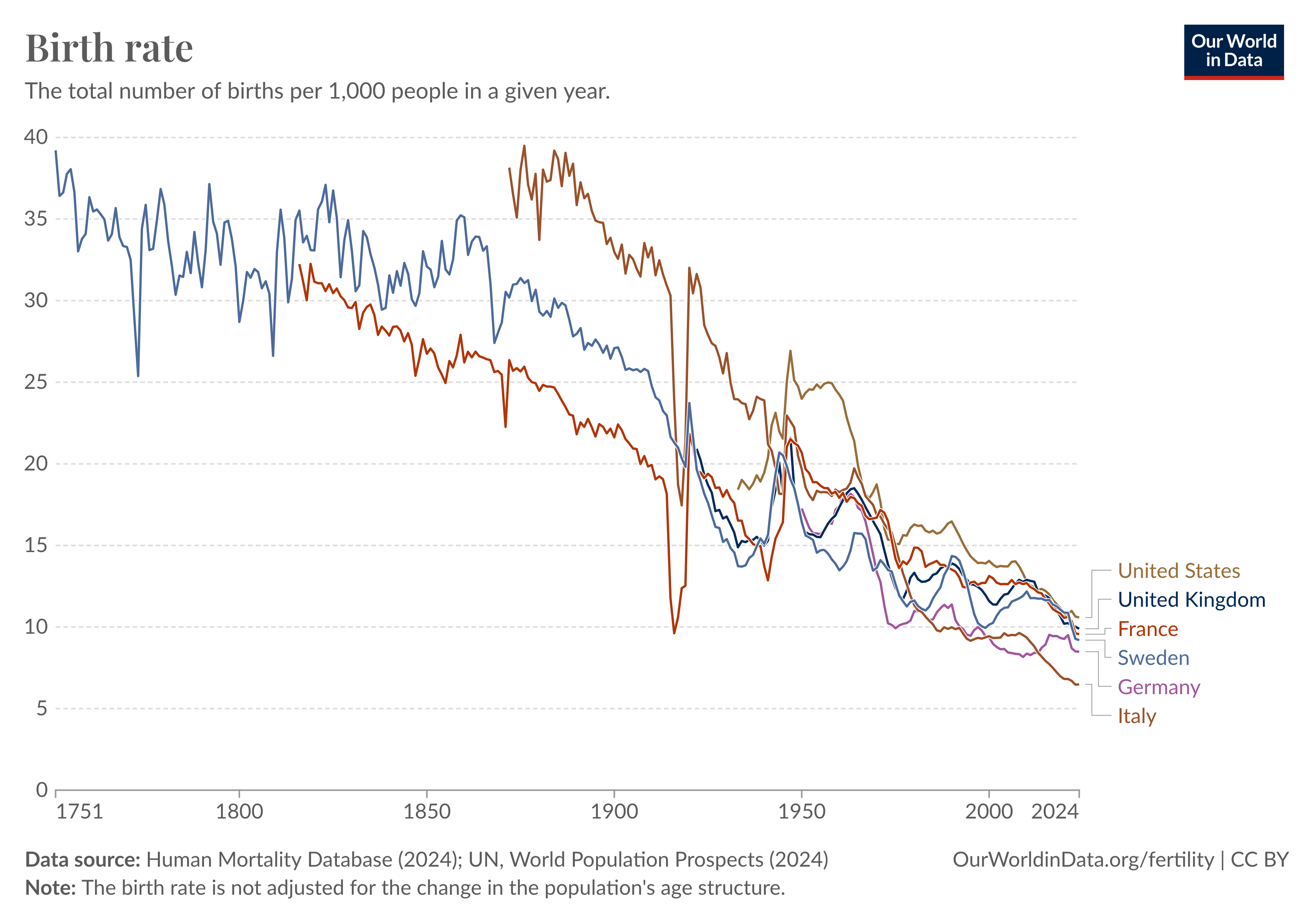
Födelsetal i utvecklade länder började falla starkt från cirka 1875 (graf från Our World in Data).

I dagens utvecklade länder, inklusive Sverige, började födelsetal falla efter mitten av 1800-talet. Det tog dock lång tid innan de minskade ned till 2-3 barn per kvinna, mellan cirka 40-90 år för olika länder i Europa. Sverige är värdefullt för analyser, eftersom kyrkböckerna har medfört lång serie av födelsetal. I Frankrike började födelsetalen falla först, redan på 1740-talet (se grafer häri). Första världskriget (1914-1918) medförde att födelsetalen temporärt föll kraftigt i flera Europeiska länder, men inte i Sverige (se graf).        
I utvecklingsländerna började födelsetalen falla först på 1960- och 70-talet, och de där föll snabbare, jämför de två graferna. I flera länder föll de till nära två barn per kvinna på cirka 25 år - allra snabbast i Iran; från cirka 6 barn per kvinna 1987 till cirka 2 barn per kvinna på bara 12-13 år. Detta gällde Latinamerika och i delar av Asien, men i Afrika och vissa andra länder (bland annat Pakistan, Afghanistan) började födelsetalen falla senare, och relativt svagt. I Afrika har under senare år minskningen stagnerat i flera länder, och idag ligger födelsetalet (TFR) på 4,1 för Afrika som helhet, och för Afrika söder om Sahara på 4,3.
Trots de fallande födelsetalen ökade jordens befolkning starkt under 1900-talet, och gör så ännu. Vi var 2,5 miljarder 1950 och fram till 2024 har befolkningen mer än tredubblats, till drygt 8 miljarder. Detta kan förväntas utifrån idén om demografisk transition med minskad dödlighet för både barn och vuxna (det vill säga fortsatt ökad livslängd). Det tar även tid för minskade födelsetal att förändra åldersstrukturen i "befolkningspyramider" där dominerande unga åldersklasser rört sig sakta uppåt och fått barn (engelska; Population momentum). Men intresset för, och viljan att stävja folkökningen avtog också, särskilt efter mitten på 1990-talet.

## Orsaker till minskande födelsetal
Under nästan 100 år har demografer och befolkningsforskare analyserat orsakerna till förändringar i födelsetal, först för Europa och efter 1960 för utvecklingsländerna. Orsakerna är komplexa och de faktorer som påverkar födelsetalen är ofta korrelerade, varför orsak-verkan i regel är svårt att fastställa. Men betydelsefulla faktorer finns, och redovisas nedan. 

### Utveckling och förbättrad ekonomi
Vanliga förklaringar till höga födelsetal i utvecklingsländer är låg utvecklingsgrad ("bara de blir rikare och får utvecklas, så...") och att barn krävs för försörjning av (gamla) föräldrar. Detta anknyter till G.S. Beckers teori från 1960-talet för utvecklade länder, om "kvantitet och kvalité" hos barn (översikt här). Iden är att i (västerländska) välfärdssamhällen, med ökad inkomst och pensioner, minskar familjestorleken på grund av att barn blir framgångsrika om föräldrar satsar mer på dem, vilket innebär större kostnad per barn och mindre behov av dem på äldre dagar. Till exempel är barns långa utbildning kostsam i många länder (se även Utbildning nedan).  

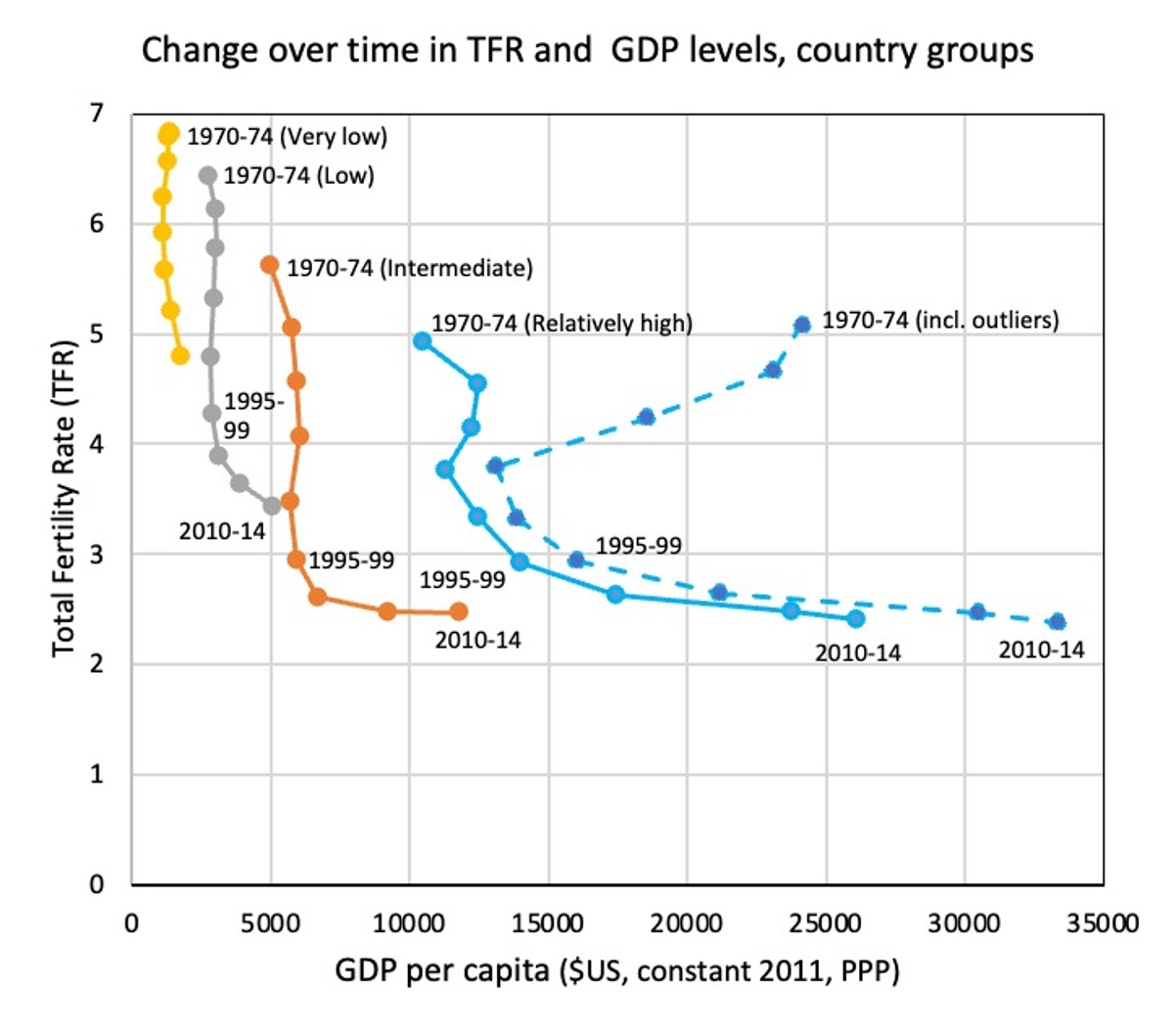
Födelsetalen minskade utan ekonomisk tillväxt, i fyra grupper av utvecklingsländer, 1970-2014.

Om ekonomisk tillväxt (BNP) kan förklara fallande födelsetal i utvecklingsländer undersöktes för perioden 1970-2014 med fyra grupper av sådana länder med olika tillväxtnivå. De fallande födelsetalen (TFR, se ovan) saknade samband med BNP per capita (se graf); de föll kraftigt trots oförändrad BNP, och föll svagare då BNP på 90-talet ökade. Ej heller fanns samband med ökande konsumtion per capita. Man kan tänka sig att någon annan form av "utveckling" haft betydelse (se nedan), och resultaten tillbakavisar inte Beckers teori för utvecklade länder. Om utvecklingen går bakåt mot osäkrare och kärva tider kan födelsetal falla snabbt, vilket inträffade i de länder som blev fria just efter att Sovjetunionen föll samman i början på 90-talet.

### Utbildning kontra program för familjeplanering
Ökad utbildning framhålls ofta för att förklara fallande födelsetal i utvecklingsländer: ju fler skolår för flickor (och män), desto lägre TFR i regioner och länder, och sambandet ses även i tidsserier. Flera mekanismer kan ligga bakom sambandet, såsom förbättrad sexualkunskap och preventivmedel, förändrade värderingar och kvinnligt självbestämmande, samt att kvinnor får barn senare och yrkesarbetar mer. Eftersom utvecklade länder dessutom har lång utbildning för kvinnor (och män) har utbildning på senare år ofta framhållits som huvudskälet till att födelsetalen minskar i utvecklingsländer. Inom komplexa ämnen uppstår ofta skolor inom vetenskapen. Wolfgang Lutz och medarbetare drar ibland slutsatser om utbildningens roll utan att ens nämna andra faktorer som kan ha bidragit till fallande TFR. En systematisk kunskapsöversikt utvärderade 2017 utbildningens association med reproduktiv hälsa, inklusive barnafödande i 35 starka studier, och fann att utbildning kan ha vissa positiva effekter, men inte så stora och konsekventa som förväntades.
En annan "skola" framhåller istället att program för familjeplanering i utbildningsländerna starkt, eller främst, bidrog till fallande födelsetal där mellan 1965 och cirka 1995. I tre länder hade dessa program tvångskaraktär under några år (Indien 1975-77, Peru 1996-98) eller längre period (Kina, cirka 1970-2015), med metoder som idag förkastas. Men program förekom i många utvecklingsländer, där de var frivilliga och i huvudsak framgångsrika, enligt en rapport 2007 från World Bank. En ny studie av Brasilien, Ecuador, Egypten, Etiopien och Rwanda kom till samma slutsats. Regeringar i utvecklingsländerna tog beslut om programmen, ofta efter råd och med bistånd från bland andra FN, USA, Kanada, Japan och europeiska länder, inklusive Sverige. För framgång krävdes insatser från många aktörer, särskilt på lokal nivå, med information och rådgivning om bl a preventivmedel. Stöd till programmen avtog starkt efter FN:s konferens om befolkning och utveckling i Kairo 1994, där begreppet SRHR (sexuell och reproduktiv hälsa och rättigheter), kom att ersätta familjeplanering. Programmet FP2030, med stöd från bland andra Gates Foundation, Storbritannien och USA, har sedan 2012 gett förnyat stöd till familjeplanering.
Familjeplaneringens betydelse för fallande födelsetal i utvecklingsländer har påvisats av särskilt forskaren John Bongaarts vid Population Council i USA. I en större studie från 2022 visade han och  en kollega att både ökad skolgång för kvinnor (och män) och program för familjeplanering bidragit till (visat association med) fallande födelsetal i många utvecklingsländer.

### Sociala normer och kvinnligt självbestämmande
En omfattande 23-årig historisk studie av fallande födelsetal i Europa publicerades av Princeton University Press 1986, och gav på sin tid flera överraskande resultat. I centrum stod teorin om demografisk transition och forskarna analyserade länderna under perioden 1870-1960. Födelsetalen kunde visas falla såväl före, som efter dödstalen (teorin förutsäger att dödstal faller först). Vidare påvisades att födelsetal kunde falla mer på landsbygd än i de framväxande städerna. En parallell i vårt land är att delar av Gotland från mitten på 1700-talet hade avsevärt lägre födelsetal än fastlandet. I Princeton-boken framhålls kulturella faktorer som region, språk, religion och etnicitet av flera författare. Detta anknyter till att sociala normer för levnadssätt ofta utvecklas i samhällen och grupper, normer som dock är svåra att kvantifiera. Detta kanske är ett skäl till svag association mellan kvinnligt självbestämmande (engelska: empowerment) och födelsetal i utvecklingsländer.
I Demographic and Health Surveys (se ovan) får respondenter i utvecklingsländer ange "ideal family size", av intresse för normer inom familjer. I en studie av 233 000 kvinnor från 32 länder i Afrika rapporterade 20% av kvinnorna 0-3 barn som "ideal", 37% rapporterade 4-5 barn som ideal och så många som 44% rapporterade 6 eller fler barn. Stark norm för stora barnkullar bland kvinnor kan tänkas spegla patriarkala och religiösa normer i länderna, men ändras födelsetalen, t.ex. via ökat preventivmedelsbruk, kan också normer om familjestorlek ändras, i en form av växelverkan. Inom EU ligger "ideal-familj" en bit över 2 barn per kvinna, enligt Eurobarometern 2011.

### Religion och religiositet
Under 60- och 70-talet förutsatte många i det sekulära Väst att religionen skulle försvinna i utvecklingsländerna. Så blev inte fallet, istället hade kolonialismen via kristendomen ökat denna religions betydelse, till exempel i Afrika. Islam, en annan missionerande religion, växer numera i flera regioner och länder, även i Väst. Stark religiositet kan evolutionärt ha varit viktigt för mänskliga gruppers framgång. Men religioner är sinsemellan olika och animism, Konfucianism, Buddhism, Hinduism och monoteistiska religionerna varierar i synen på äktenskap och familjestorlek. Graden av religiositet är då särskilt värdefull att kunna relatera till födelsetal. En global studie indikerar att ökande grad av religiositet är positivt associerad man födelsetal, och således kan bromsa fallande födelsetal (se graf för regioner i världen). Samma samband gäller för länderna inom regionerna Asien, Afrika, Arabländer och Latinamerika.
Födelsetalen i världen är högst i Afrika, särskilt i Afrika söder om Sahara. En analys av Demographic and Health Surveys där tyder på att religion bidrar till att upprätthålla stora barnkullar; författarna jämförde muslimer med icke-muslimer i 28 länder och fann att Islam var associerad med högre födelsetal, även vid kontroll av andra faktorer. I en kunskapsöversikt av publicerade studier i Afrika söder om Sahara 2010-2020 jämfördes flera religioner med avseende på födelsetal (TFR). Högst genomsnittligt TFR hade "African indigenous religions" (anknytning till animism, omfattas av få), därnäst kom Islam, och därefter Kristendom. Protestantism och Katolicism medförde likartade födelsetal i genomsnitt. Religiositet var förknippad med stora barnkullar i intervjuer och fokus-grupper. 